# Stralsund: Der lange Schatten
Der lange Schatten ist ein deutscher Fernsehfilm von Lars Henning aus dem Jahr 2023. Es handelt sich um den einundzwanzigsten Filmbeitrag der ZDF-Samstagskrimireihe Stralsund. In den Hauptrollen der Ermittler agieren Sophie Pfennigstorf, Alexander Held und Karim Günes. Die Erstausstrahlung der Episode erfolgte am 2. September 2023 im ZDF, die Episode ist seit dem 26. August 2023 für ein Jahr in der ZDF-Mediathek abrufbar.

## Handlung
Kommissarin Jule Zabek (Sophie Pfennigstorf) besucht ihre neuen Kollegen bei der Stralsunder Mordkommission. Sie soll die Stelle von Nina Petersen besetzen, die das Team unerwartet verlassen hat. Wohin und warum bleibt offen, ein Zusammenhang mit dem Schusswechsel am Ende der vorherigen Episode, bei dem ihr früherer Kollege und Lebensgefährte Benjamin Lietz durch ihre Hand zu Tode kam, liegt aber nahe.
Jule Zabek kommt von einer Rostocker Dienststelle. Die Frage von Karl Hidde, der „notgedrungen“ die Revierleitung übernommen hat, nach den Gründen für den Wechsel beantwortet sie ausweichend und bagatellisierend. Als sie sich einer Untersuchung der Innenrevision und einem psychiatrischen Gutachten stellen muss, wird aber klar, dass es sich um traumatisierende Ereignisse gehandelt haben muss, an denen sie aktiv beteiligt war und mit deren Folgen sie noch zu kämpfen hat. Das würde auch ihr unaufgeräumtes, unsicheres und streckenweise unprofessionell wirkendes Auftreten erklären. Sie leidet unter Schlafstörung, bekommt Bilder nicht aus ihrem Kopf und läuft Gefahr, ihre Probleme in Alkohol zu ertränken. 
Jule Zabek ist sich ihrer Probleme sehr wohl bewusst. Sie meint, dass nur die Stabilität und die Ablenkung eines neuen Jobs ihr dabei helfen können, sie zu bewältigen. Davon versucht sie –  etwas übereilt und unbedacht – auch die Gutachterin zu überzeugen, was keinen guten Eindruck hinterlässt. Dessen ungeachtet und trotz eigener Zweifel folgt diese aber Jules Wunsch und befürwortet ihren weiteren Einsatz.
Bemerkenswert ist auch das Verhalten von Karl Hidde, der neuen Kollegen gegenüber bisher eher schroff und distanziert auftrat und dem die Probleme der neuen Kollegin nicht verborgen geblieben sein können. Obwohl er formal die Distanz wahrt und ihr auch unmissverständlich klarmacht, dass sie die nötige Leistung zu bringen hat, begegnet er ihr eher wohlwollend, streckenweise schon fast väterlich. So überlässt er ihr, obwohl sie wegen des noch ausstehenden Urteils der Innenrevision noch nicht offiziell Mitglied des Teams ist, bereits die Ermittlungsakte zum aktuellen Fall zur Einsicht. 
Es handelt sich bei dem aktuellen Fall um zwei jugendliche Schwestern, die nach einem Party-Wochenende nicht nach Hause gekommen sind. Karl Hidde und sein Kollege Karim Uthman nehmen die Sache ernst, obwohl es sich auch nur um eine Ausreißergeschichte handeln könnte. Auch Jule Zabek glaubt nicht recht an die einfache Lösung. Sie vertieft sich sofort in die Akten und beginnt noch in der Nacht – schlafen kann sie ja ohnehin nicht und sie ist noch nicht Teil des Teams – mit ihren eigenen Ermittlungen.
Inzwischen wurde zunächst ein Handy und schließlich die Leiche eines der Mädchen gefunden. Spuren an der Leiche weisen auf ein impulsives, ungeplantes und sehr brutales Vorgehen des Täters hin. Die zweite Schwester bleibt verschwunden. Schleif- und Reifenspuren am Tatort deuten darauf hin, dass sie entführt wurde. Jule Zabek ist bei Tatortbegehung und Obduktion dabei, analysiert scharf und zeigt einen treffsicheren Instinkt, legt sich aber auch sehr schnell auf einen Sexualstraftäter fest.
Das Team beginnt mit einem Umfeld-Check bei Freunden und Nachbarn der Opfer. Die neue Kollegin – nach dem Urteil der Innenrevision jetzt offiziell Teammitglied – legt besonderes Augenmerk auf Personen mit bezüglich Sexualdelikten einschlägiger Vorgeschichte. Dabei schießt sie über das Ziel hinaus, was ihr prompt die erste Dienstaufsichtsbeschwerde einbringt. Karl Hidde nimmt dies zum Anlass, sie daran zu erinnern, dass sie sich Patzer in der Probezeit nicht leisten kann, ist aber wohl auch von ihrer Fähigkeit beeindruckt, Fehler einzugestehen und sich bei den Betroffenen dafür zu entschuldigen.
Bei der Nachbarschaftsbefragung stößt sie auch auf den Namen eines Hanno Benke, der seit dem Tod seiner Mutter nicht mehr unter seiner Meldeadresse lebt und von Selma Tungay, einer befreundeten Nachbarin, als seltsam und schüchtern beschrieben wird. Von Hidde nach dessen Ermahnung erst mal nach Hause geschickt und wieder von Schlaflosigkeit geplagt, macht sie sich auf ins Nachtleben. Sie besucht den Club, in dem die beiden Mädchen mutmaßlich zuletzt unterwegs waren. Dabei ist sie weder reichlich Alkohol noch einem One-Night-Stand mit einem Barkeeper (und potentiellem Zeugen) abgeneigt, den sie jedoch noch vor dem Morgengrauen heimlich wieder verlässt. Auf dem Weg nach Hause mit dem Bus, den vielleicht auch die beiden Mädchen genommen hatten, fällt ihr vor einem Haus ein Kastenwagen auf, ähnlich dem, der als Tatwagen verwendet worden sein könnte. Eine unter dem Wagen befindliche Öllache passend zur Spurenlage am Tatort erhärtet den Verdacht. 
In dem Haus, vor dem der Wagen steht, regt sich nichts, im Nachbarhaus aber brennt schon Licht und ein Schatten zeigt, dass sie offenbar beobachtet wird. Trotz der frühen Morgenstunde klingelt sie, die Tür öffnet sich und sie steht einem Mann gegenüber, von dem der Zuschauer dank mehrerer Wechselschnitte bereits weiß, dass es der Täter ist, der die beiden Mädchen beobachtet und verfolgt hat, auf Stress und Zurückweisung aggressiv reagiert und die vermisste Jenny Reimers in seinem Keller gefangen hält. 
Es stellt sich heraus, dass es sich um Hanno Benke handelt. Sie bittet um einen Kaffee und wird eingelassen. In der Folge entwickelt sich ein skurriles Gespräch zwischen Täter und Ermittlerin, das einerseits eine verdeckte Befragung ist, andererseits aber auch Züge einer Selbsthilfegruppe trägt: Jule Zabek erfährt viel über Hanno Benke, der als arbeitsunfähig anerkannt ist, lange Zeit in psychiatrischen Einrichtungen verbracht hat und Medikamente bekam, über deren Nebenwirkungen und dass er Zugriff auf den Wagen der Nachbarn hat. Sie offenbart aber auch einiges über ihre eigenen Probleme. 
Alles passt ins Bild. Es gelingt ihr, eine Nachricht an ihre Kollegen zu senden und die Wohnung zu verlassen. Sie bekommt sogar freiwillig eine Speichelprobe von Hanno Benke. Nach Verlassen der Wohnung entdeckt sie die vermisste Jenny Reimers im Keller des Hauses, wird aber, bevor sie ihr helfen kann, von  Hanno Benke niedergeschlagen.
Das eintreffende Einsatzkommando findet ihre bis auf einen Schlüsselbeinbruch unverletzte Kollegin gefesselt im Haus von Hanno Benke, er selbst und das Mädchen sind verschwunden. 
Hanno Benke ist auf der Flucht, weiß aber nicht, wohin. Seine Geisel reagiert auf seine Hilflosigkeit mit einer Geste des Verständnisses, daraufhin lässt er sie unter der Rügenbrücke frei. Der einzige Kontakt, der ihm bleibt, ist Selma Tungay, die Freundin aus Kindertagen. Diese fühlt immer noch Mitleid mit ihm und lässt ihn nicht hungern, hat aber inzwischen von seiner Tat erfahren und kann sich ihm nicht mehr nähern. Diese Zurückweisung führt erneut zu einem brutalen Wutausbruch mit entsprechenden Verletzungen bei ihr. Sie ruft die Polizei und erzählt auch von einer Datsche, die Hanno Benkes letzte Zuflucht sein könnte. Dort wird er nach einer Verfolgungsjagd im Röhricht und im angrenzenden Wald von Jule Zabek angeschossen und schließlich gestellt. Dabei handelt sie trotz ihrer Verletzung erneut überstürzt und scheint emotional stärker involviert zu sein, als es in der Situation angebracht wäre.
Jule Zabek ist auf dem Weg nach Hause. Sie weiß, dass ihr Handeln trotz des Erfolges, der in erster Linie ihrem Einsatz zu verdanken ist, einigen Anlass zur Kritik bot. Auf ihre besorgte Frage hin, wie es denn nun weiterginge, erwidert Karl Hidde, der sie begleitet hat, dass er sie nach ihrer Genesung wieder zum Dienst erwartet. Jetzt allein in ihrem Zimmer macht sie nicht den Eindruck, schon angekommen zu sein.

## Produktionsnotizen
Der Film wurde vom 10. Mai bis zum 10. Juni 2022 unter anderem direkt auf der Hafeninsel, in Knieper West und im Rathaus Stralsund sowie auf Rügen gedreht.